# Кочієв Олександр Васильович
Олександр Кочієв, рос. Александр Кочиев; (25 березня 1956, Ленінград) – російський шахіст, гросмейстер від 1977 року.

## Шахова кар'єра
1974 року посів 6-те місце на чемпіонаті світу серед юніорів до 20 років у Манілі, крім того на перетині 1975 i 1976 років досягнув найвищого успіху в кар'єрі, здобувши в Гронінгені звання чемпіона Європи в тій самій віковій категорії. Тричі  (1978, 1980, 1981) здобував золоту медаль на командних чемпіонатах світу серед молоді до 26 років.
До міжнародних успіхів Олександра Кочієва належать зокрема:
- поділив 1-ше місце в Дортмунді (1977, разом з Яном Смейкалом),
- поділив 2-ге місце в Гастінґсі (1978/79, позаду Ульфа Андерссона, разом з Іштваном Чомом, Євгеном Васюковим i Джонатаном Спілменом),
- посів 1-ше місце в Реджо-Емілії (1979/80),
- поділив 1-ше місце в Сомборі (1980, разом з Крунославом Хулаком),
- посів 1-ше місце в Старому Смоковці (1982),
- поділив 1-ше місце в Дрездені (1984, разом з Петером Ендерсом),
- поділив 3-тє місце в Дрездені (1985, після Сергія Смагіна i Валерія Чехова, разом з Вольфгангом Ульманном),
- посів 3-тє місце в Дрездені (1986, позаду Рустема Даутова i Сергія Калінічева),
- поділив 3-тє місце в Таллінні (1985, після Сергія Долматова i Геннадія Кузьміна, разом з Віктором Гавріковим, Міланом Драшко i Михайлом Талем),
- поділив 1-ше місце в Таллінні (1989, турнір B, разом з Ларсом Шандорффом),
- посів 3-тє місце в Гельсінках (1989, позаду Веййо Макі i Лембіта Олля),
- посів 1-ше місце в Еспоо (1990),
- поділив 2-ге місце в Санкт-Петербурзі (1997, турнір B, позаду Василя Ємеліна, разом з Валерієм Поповим i Калле Кіїком.

Найвищий рейтинг Ело в кар'єрі мав станом на 1 січня 1978 року, досягнувши 2555 пунктів ділив тоді 31-35-е місця в світовій класифікації ФІДЕ. Від 2005 не бере участь у турнірах під егідою ФІДЕ.